# Piotr Ermolov
Pour les articles homonymes, voir Ermolov.
Piotr Vasilyevich Ermolov, né à Moscou  (Empire russe) le 26 septembre 1887 (8 octobre 1887 dans le calendrier grégorien) et mort dans cette ville le 19 mars 1953, est un directeur de la photographie soviétique et documentariste russe et soviétique, caméraman de première ligne pendant la Grande Guerre patriotique.
Artiste émérite de la RSFSR (1940).

## Biographie
Né à Moscou. En 1910, il est diplômé de l'Académie pratique des sciences commerciales de Moscou, mais sa carrière financière est entravée par une rencontre avec le directeur de la photographie P.K. Novitsky, qui travaillait dans la succursale moscovite de la société Gaumont, et il l'aida à apprendre les bases du cinéma. son nouveau métier. Depuis 1911, Ermolov dirigeait les opérations commerciales de l'entreprise et filmait en même temps des chroniques. En 1912, il devient représentant d'une société cinématographique à Rostov-sur-le-Don et visite également Kiev et Odessa. Avec le déclenchement de la Première Guerre mondiale, il est enrôlé dans l'armée. Pendant la période 1915-1916, en tant que caméraman du département de cinématographie militaire du Comité Skobelev, il filme les combats en Turquie et dans le Caucase,.
Il rejoint l'Armée rouge en 1918 et participe à la guerre civile. Il tourne des actualités sur presque tous les fronts, en tant que caméraman du département photo-film du Comité du cinéma de Moscou du Commissariat du peuple à l'éducation, puis, en 1919-1922, du Département panrusse de photo et de cinéma (VFKO) du Commissariat du peuple à l'éducation.

## Filmographie partielle

### Au cinéma
- 1919 : Le train de propagande du comité exécutif central de Russie  (court métrage)
- 1920 : Sur le front rouge (Na krasnom fronte)
- 1921 : Agitpoezd VTsIK  (court métrage)
- 1923 : Semya Gribushinykh
- 1924 : Ruki proch
- 1924 : Osobnyak Golubinykh
- 1925 : Zakroyshchik iz Torzhka
- 1925 : Les Noces de l'ours (Medvezhya svadba) de Konstantin Eggert et Vladimir Gardine
- 1925 :  Ditya gostsirka
- 1926 : Le Procès des trois millions
- 1926 :  Posledniy vystrel
- 1927 : Le Quarante-et-unième de Iakov Protazanov
- 1928 : L'Aigle blanc de Iakov Protazanov
- 1928 :  Ledyanoy dom
- 1929 : Vesyolaya kanareyka
- 1929 :  Dva-Buldi-dva
- 1930 : Prazdnik svyatogo Yorgena7,3
- 1934 : Marionetki
- 1934 : La Révolte des pêcheurs (Vosstaniye rybakov) d'Erwin Piscator
- 1936 : O strannostyakh lyubvi
- 1938 : L'Enfance de Maxime Gorki
- 1939 : En gagnant mon pain
- 1940 : Mes universités
- 1940 : Timur i yego komanda
- 1942 :  Na zashchitu rodnoy Moskvy (1941-1942)  (court métrage)

## Récompenses et distinctions
- Piotr Ermolov : Récompenses, sur l'Internet Movie Database

## Crédit d'auteurs
- (ru) Cet article est partiellement ou en totalité issu de l’article de Wikipédia en russe intitulé « Piotr Ermolov » (voir la liste des auteurs).